# Нойферхау
Нойферхау (нем. Neuferchau) — община в Германии, в земле Саксония-Анхальт. 
Входит в состав района Зальцведель. Подчиняется управлению Клётце.  Население составляет 422 человека (на 31 декабря 2006 года). Занимает площадь 9,60 км².